# 珊瑚太陽航空
珊瑚太陽航空（Coral Sun Airways）是一家位於基里巴斯的航空公司，於2009年1月成立，經營基里巴斯的國內航線共17個目的地，基地設在邦里基國際機場。

## 機隊
珊瑚太陽航空的機隊如下：
- 2架布里顿-诺曼海岛人
- 1架派伯阿茲特克F型

## 外部連結
- 官方網站